# Nemoli
Nemoli ist eine süditalienische Gemeinde (comune) mit 1374 Einwohnern (Stand 31. Dezember 2023) in der Provinz Potenza in der Basilikata. Die Gemeinde liegt etwa 63,5 Kilometer südlich von Potenza und gehört zur Comunità montana Lagonegrese.

## Geschichte
Die erste bekannte Siedlung auf dem Boden der heutigen Gemeinde wird ins 5. Jahrhundert v. Chr. datiert.

## Verkehr
Durch die Gemeinde führt die Autostrada A2 von Neapel nach Reggio di Calabria. Der Ort hatte eine Haltestelle an der Bahnstrecke Lagonegro–Spezzano Albanese.